# 강남규
강남규(姜南奎, 1968년 8월 4일 ~ )는 KBO 리그 쌍방울 레이더스의 외야수였다.
영남대학교를 졸업했으며, 1991년 한 시즌 동안 2경기에 나서 1타수에 안타를 하나도 기록하지 못했다.

## 출신 학교
- 경운중학교
- 경북고등학교
- 영남대학교